# Leuchtturm Kap Greco
Der Leuchtturm Kap Greco ist ein Leuchtturm auf dem gleichnamigen Kap im Südosten der geografischen Küstenregion der Mittelmeerinsel Zypern, ca. 8 km von der Stadt Agia Napa im Gemeindegebiet Paralimni des Bezirks Famagusta der Republik Zypern.

## Geschichte und Bauwerk
Die heute auf Zypern existierenden Leuchttürme stammen aus dem letzten Viertel des 19. Jahrhunderts. Sie wurden während der britischen Herrschaft über Zypern erbaut und für ihre Baumaterialien wurden Zyperns Materialien verwendet. Der 15 Meter hohe Leuchtturm wurde 1892 während der Zeit der britischen Kolonialherrschaft am südöstlichen Ende der Insel gebaut, um die Zufahrt nach Norden in die Hafenstadt Famagusta und nach Westen nach Larnaka zu gewährleisten.
Der runde Leuchtturm ist weiß gestrichen und hat eine Verbindung zu einem Wärterhaus und zu einem Nebengebäude.
Mit einer Feuerhöhe von 16 m über dem Meeresspiegel ist sein Licht aus 17 Seemeilen zu sehen und besteht aus einem langen Blitz aus weißem Licht, der alle fünfzehn Sekunden leuchtet.
Heute sind alle Leuchttürme, die im freien Teil Zyperns betrieben werden, mit modernen Photovoltaikanlagen ausgerüstet. Der Betrieb wird unbemannt ohne Leuchtturmwärter geführt und das Licht des Leuchtturms wird automatisiert aufrechterhalten. Der Leuchtturm befindet sich in gesperrten Bereich und nicht frei zugängig.
Die zuständige Leuchtfeuer-Behörde ist seit ihrer Gründung Mitglied der International Association of Lighthouse Authorities (IALA).

Bilder vom zyprischen Leuchtturm Kap Greco
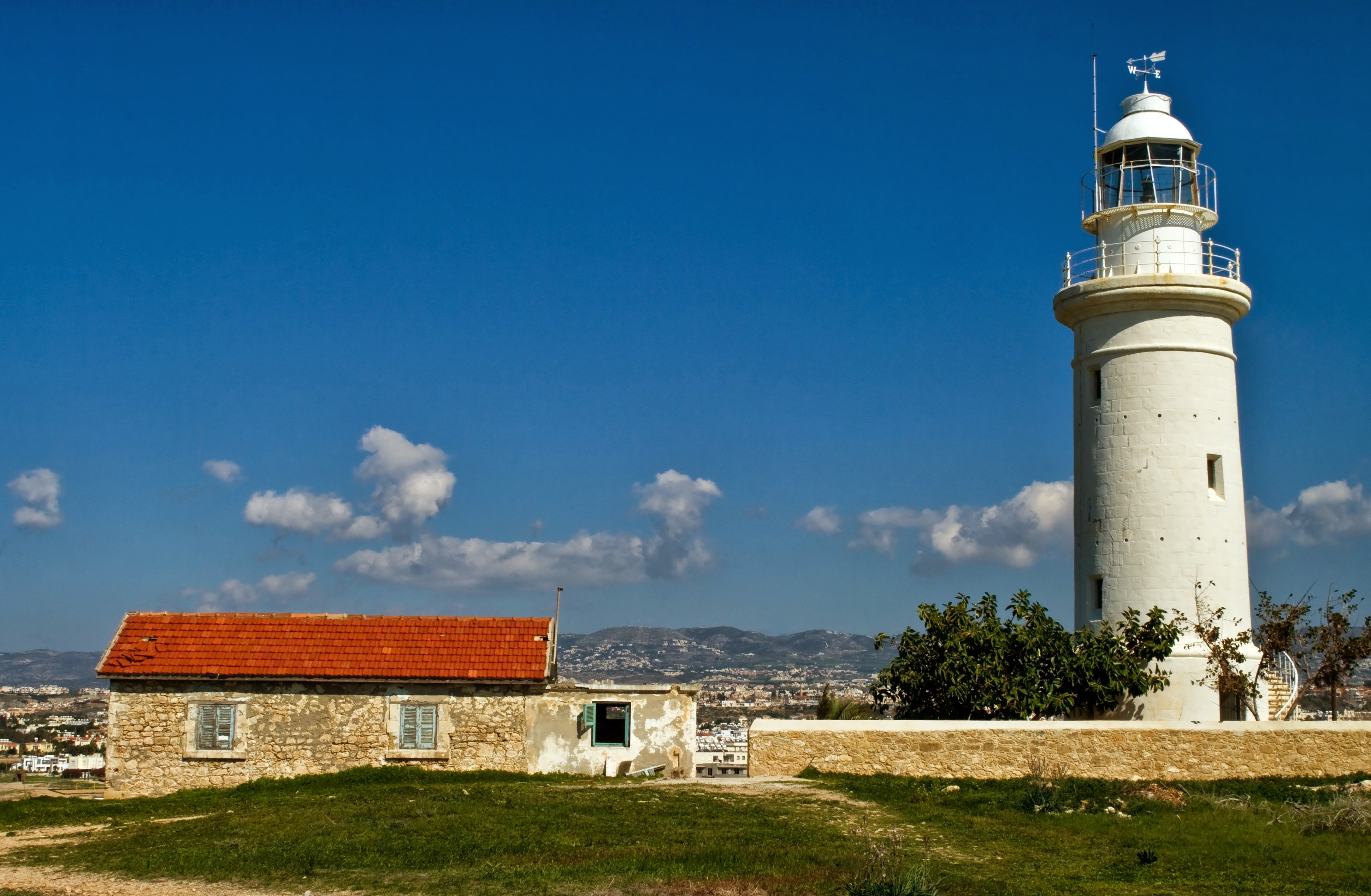
Blick zum Leuchtturm
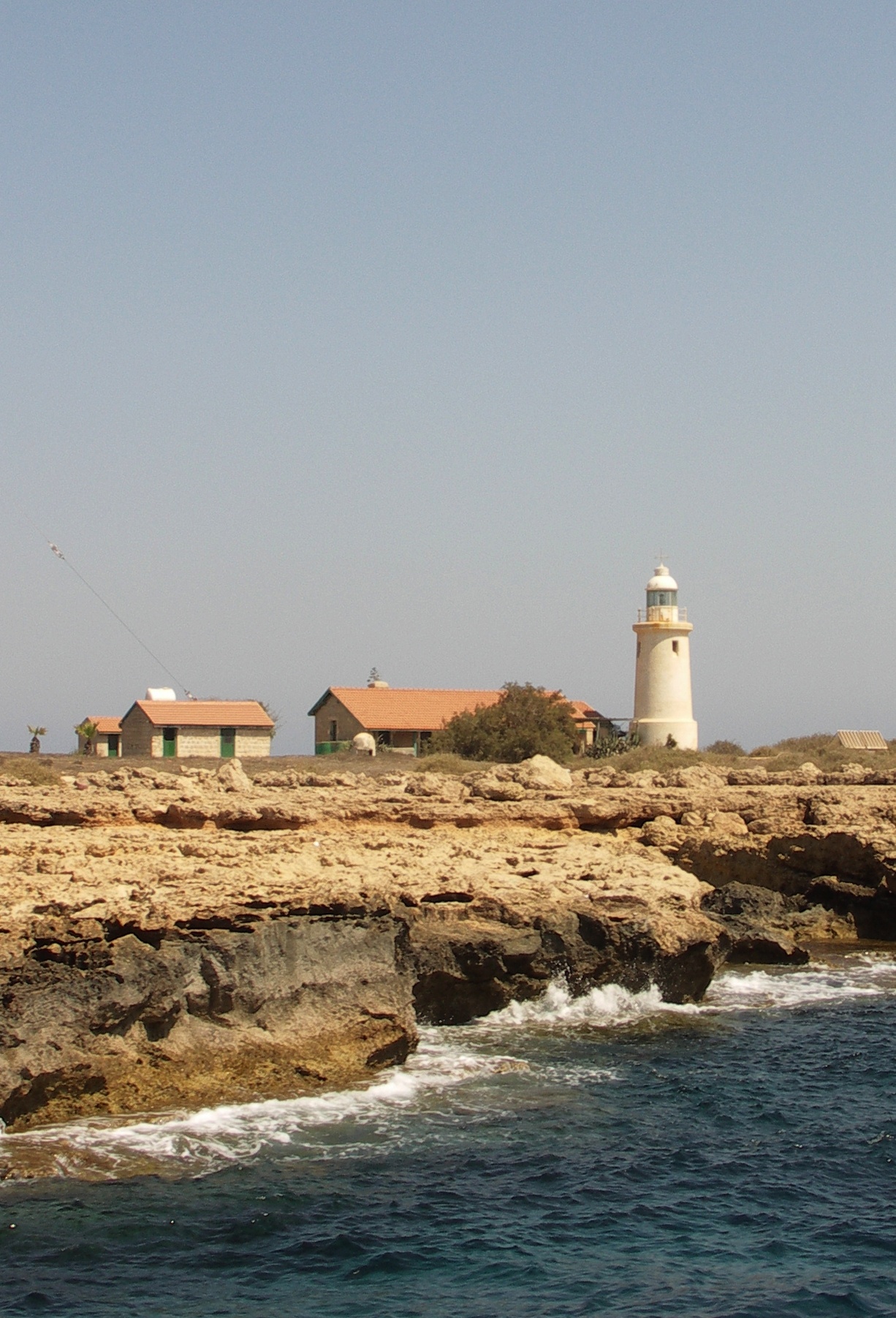
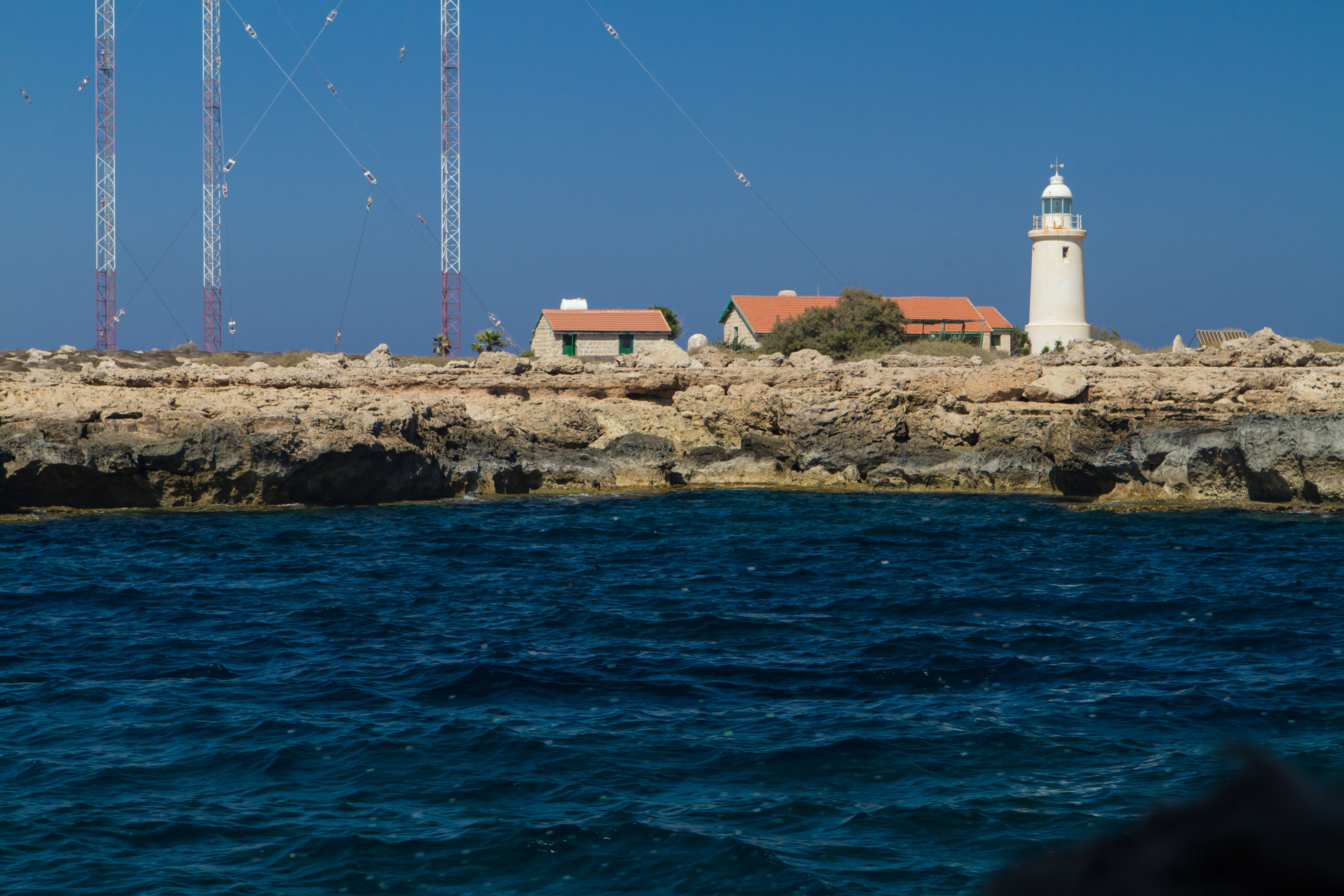
Antennen und Leuchtturm

## Sonstiges
Das Kap Greco ist als Antennen-Standort eines Hochleistungs-Mittelwellen-Relais von Trans World Radio und einer Mittelwellensendeanlage von Radio France Internationale bekannt.